# Saulė Kilaitė
Saulė Kilaitė (Kaunas, 24 febbraio 1977) è una violinista lituana.

## Carriera
Artista performer di formazione classica, arrangiatrice e compositrice, il suo stile personale fonde il mondo della musica classica con quello della tradizione etnica e moderna, attraverso l'uso di nuove tecnologie musicali. 
Saulė è fondatrice del Picasso Strings Project: un progetto nato nel 2001, basato sul quartetto d'archi femminile, con l'intento di unire cinque arti: musica, letteratura, pittura, video arte e teatro.
L'artista ha un'intensa serie di collaborazioni per incisioni di colonne sonore e dischi, passaggi televisivi su reti nazionali, spettacoli teatrali e concerti live.
Nel corso della sua carriera artistica, Saulė ha potuto spaziare tra diversi stili musicali: dalla leggera all'etnica, dal pop al jazz e classica moderna, grazie anche alle collaborazioni con grandi artisti internazionali come Laura Pausini, Gianna Nannini, Eros Ramazzotti, Cesare Cremonini, Andrea Bocelli, Lee Ryan e Michael Bublé. 
Nel 2009 e 2010 è stata protagonista musicale su RAI 2 per 175 puntate in diretta nella trasmissione quotidiana Italia sul 2. Ha partecipato come ospite a numerosi show tra cui Che tempo che fa, Quelli che... il calcio, Wind Music Awards.
Nello stesso periodo ha calcato come solista palchi prestigiosi in Italia e in Europa (Stadio di San Siro, per l'evento Amiche per l'Abruzzo, Arena di Verona, Teatro San Babila, La Fenice di Venezia, Teatro Rossini di Pesaro, Teatro dell'Opera di Tirana, Teatro nazionale di Ankara, Palazzo congressi di Algeri, ecc.) Ha fatto parte come attrice-violinista alle riprese per il film Still life. Partecipa a produzioni televisive con l'Orchestra Sinfonica Universale Italiana e fa parte della direzione artistica del team creativo 5ArtLab: il laboratorio delle cinque arti, che lavora alla realizzazione di diversi progetti artistici ed eventi.
Il suo spettacolo teatrale "Andando, Vivendo" in tour dal 2006, porta il pubblico in un onirico viaggio musicale intorno al mondo, attraverso frammenti poetici e brevi racconti che introducono i brani, arrangiati in modo originale: dal tango alle danze irlandesi, da proprie composizioni a brani storici, per arrivare ai capolavori di Vivaldi, Bach, Massenet, Bizet e altri. È anche uno spettacolo multimediale, con video scenografie artistiche sincronizzate.
Nel 2011 diviene protagonista del volume a fumetti da collezione Saule - La quinta stagione, un racconto fantascientifico che riporta la violinista dall'epoca vivaldiana ai nostri giorni, con una macchina del tempo, per scoprire il mistero dell'ultimo manoscritto del maestro veneziano, Antonio Vivaldi. 
Il lavoro editoriale è stato firmato da Antonio Serra, collaboratore di Bonelli Editore.
Nel 2013 esordisce come scrittrice con il suo primo romanzo "Diario di un Violino".

## Discografia

### Album
- 2005 - Picasso
- 2008 - Andando, Vivendo
- 2012 - Andando, Vivendo 2
- 2016 - Christmas Violin
- 2020 - The Concert